# Purdivka, Novoaidar
Purdivka (în ucraineană Пурдівка) este un sat în comuna Ceabanivka din raionul Novoaidar, regiunea Luhansk, Ucraina.

## Demografie
Componența lingvistică a localității Purdivka
     Ucraineană (85,54%)
     Rusă (14,46%)
Conform recensământului din 2001, majoritatea populației localității Purdivka era vorbitoare de ucraineană (85,54%), existând în minoritate și vorbitori de rusă (14,46%).